# مینگا (استان ماسوویان)
مینگا (به لاتین: Mienia) یک روستا در لهستان است که در گمینا تسگووو واقع شده‌است. مینگا ۴۰۰ نفر جمعیت دارد.